# David Tua
David Tua est un boxeur néo-zélandais né le 21 novembre 1972 à Apia, Samoa. Il est considéré comme un des plus durs puncher de sa génération, bien que n'ayant pas réussi à conquérir de ceinture mondiale.

## Carrière

### Carrière amateur
David Tua démarre la boxe à 7 ans, contraint par son père. Il remporte à trois reprises le championnat de Nouvelle-Zélande en 1989, 1990 et 1991. Médaillé de bronze aux championnats du monde amateur à Sydney en 1991, il finit également 3e aux Jeux olympiques de Barcelone en 1992 dans la catégorie poids lourds.

### Débuts professionnels
Tua passe professionnel en 1992, disputant son premier combat le 1er décembre, 10 jours après son 20e anniversaire. En un an, il enchaine 11 victoires, dont 10 par KO. Lors des années suivantes, il bat notamment des boxeurs chevronnés comme l'ancien champion du Canada Ken Lacusta, ou l'ancien champion du monde WBF lourds-légers Dan Murphy.

### Champion international
Après 22 victoires consécutives, le 15 mars 1996, il est opposé à John Ruiz pour la ceinture WBC Internationale. Tua l'emporte en 19 secondes après une série de crochets brutaux. Le 20 septembre, il défend sa ceinture contre le boxeur invaincu Darroll Wilson en le battant par KO dès la fin du 1re round.
Le 21 décembre 1996, il combat David Izon. Le combat est serré, à l'issue de la dernière reprise, Tua est en tête sur les cartes de 2 juges, Izon sur la carte du 3e, et peut l'emporter par décision partagée en gagnant le dernier round, mais Tua le touche sévèrement au visage à plusieurs reprises, poussant l'arbitre à arrêter le combat. David Tua défend une nouvelle fois contre Oleg Maskaev. Après 10 des 12 rounds, les juges sont encore une fois partagés sur le boxeur en tête aux points, mais Tua envoie Maskaev à terre d'une succession de crochets. L'arbitre ne compte pas Maskaev visiblement blessé et arrête le combat d'emblée.
Donné favori pour défendre victorieusement sa ceinture contre le boxeur invaincu Ike Ibeabuchi le 7 juin 1997, il est pourtant battu aux points après 12 rounds. Vainqueur du combat, Ibeabuchi fera un malaise après le combat et finira à l'hôpital.

### Champion des États-Unis
Tua remporte 5 victoires consécutives dont 4 par des KO rapides, avant d'être opposé le 19 décembre 1998 à Hasim Rahman, invaincu en 29 combats; pour le gain des ceintures IBF Inter-Continental et champion des États-Unis USBA Hasim Rahman domine la majorité de la rencontre, les 3 juges n'accordant qu'un des 9 premiers rounds à Tua. Une polémique nait lorsque Tua donne un coup un peu après la cloche de fin du 9e round qui met à mal Hasim Ramhman. Ce dernier n'a pas totalement récupéré et dans la 10e reprise, une série de coups de Tua pousse l'arbitre à arrêter le combat. Rahman proteste, mais Tua est vainqueur.
Tua défend sa ceinture de champion des États-Unis en battant le 23 octobre 1999 Gary Bell en 1 minute 19 de combat, et Obed Sullivan le 3 juin 2000 qui est battu en 51 secondes. Le 21 juillet, il combat Robert Daniels, qu'il envoie à terre en moins d'une minute. Ce dernier se relève mais retourne à terre dans le 2e round, et pour le compte dans le 3e round.

### David Tua contre Lennox Lewis
Après 37 victoires et 1 défaite, David Tua, challenger N°1 pour la WBC et l'IBF, obtient un combat pour le titre de champion du monde poids lourds face au tenant du titre WBC, IBF et IBO, le britannique Lennox Lewis. Ce dernier, invaincu depuis 5 ans, est donné favori à 3 contre 1, bien que la grande force de frappe de Tua fasse se méfier les observateurs. L'affrontement est toutefois à sens unique, Lewis utilise efficacement son jab, Tua ne parvient pas à toucher sévèrement son adversaire qui s'impose nettement aux points le 11 novembre 2000.
Tua affronte Danell Nicholson le 23 mars 2001 qui démarre bien le combat, mais est battu par KO au 6e round. Dans un combat pour une nouvelle chance mondiale, il est cependant battu aux points par Chris Byrd le 18 août 2001.

### Nouvelle série de victoires
Après une victoire contre un boxeur inconnu, le 13 avril 2002, David Tua est opposé au boxeur invaincu en 22 combats Fres Oquendo pour le titre de champion nord-américain NABF. Une nouvelle fois, Tua est mené aux points après plusieurs reprises, mais il fait basculer le combat au 9e round, une série de crochets touche sévèrement Oquendo, sans défense et titubant, l'arbitre arrête le combat.
Le 17 août, il combat l'ancien double champion du monde Michael Moorer. Après 20 secondes de combat, un crochet envoie Moorer à terre qui ne se relève pas, le combat aura officiellement duré 30 secondes.
Après avoir battu Russell Chasteen en 2 rounds, il est opposé à Hasim Rahman pour un combat revanche. Les juges sont partagés : L'un donne les deux boxeurs ex aequo, l'un donne Tua vainqueur avec 4 points d'avance, le dernier Rahman vainqueur avec 4 points d'avance, c'est un match nul. Tua ne combattra pas en 2004.

### Come-back
Deux ans presque jour pour jour après son dernier combat, David Tua remonte sur le ring, le 31 mars 2005 contre Talmadge Griffis. Le combat est assez serré, mais dans la 10e et dernière reprise, Tua fait parler son  punch, l'arbitre arrête Griffis durement touché.
Il remporte 7 victoires consécutives dont 5 par KO, avant d'affronter son compatriote Shane Cameron pour les ceintures  WBO Asia-Pacific & Oriental, le 3 octobre 2009. Tua l'envoie à terre deux fois dans le premier round, l'arbitre arrête le combat au début de la 2e reprise. Il défend ses ceintures en battant Friday Ahunanya par décision unanime.
Le 17 juillet 2010, il fait face à Monte Barrett, dans un combat animé provoquant l'enthousiasme du public. Tua en tête sur les cartes des juges va au tapis pour la première fois de sa carrière peu avant le gong final, le match est déclaré nul. Bien qu'ayant à son tour envoyé à terre Barrett dans le dernier round du combat revanche, le 13 août 2011, Tua perd aux points à l'unanimité des juges.
En mars 2012, il annonce mettre un terme à sa carrière mais, à 41 ans, fera un dernier combat le 16 novembre 2013 contre Aleksandr Ustinov, qu'il perdra par décision unanime. Il se retire définitivement des rings sur un bilan de 52 victoires, 5 défaites et 2 nuls.